# Poor Man's Rich Man
Poor Man's Rich Man  is het tweede album van het Britse progressieve rock duo Jim Leverton & Geoffrey Richardson.

## Tracklist
1. As Long As She Knows (Jim Leverton) (3:29)
2. I'm Looking Through You (Paul McCartney) (3:34)
3. Roll On Babe (Adams) (4:20)
4. In My Time (Geoff Richardson) (4:05)
5. Paul's Dance (Simon Jeffes/S. Nye) (2:42)
6. Old Heaven Hill (Jim Leverton /S. Marriott) (2:58)
7. It Won't Mean Much To You (Jim Leverton / Geoff Richardson) (4:38)
8. Bright New Way (N.Landon/ Jim Leverton) (2:53)
9. Girl Across The River (Jim Leverton) (3:35)
10. Poor Man's Rich Man (Jim Leverton /S.Marriott) (2:56)
11. Follow Your Heart (Jim Leverton) (3:45)s And Alexander (Reprise)

## Bezetting
- Geoffrey Richardson, viool, altviool, cello, akoestische gitaar, elektrische gitaar, klarinet, ukelele, dwarsfluit, kalimba
- Jim Leverton, zang, basgitaar, akoestische gitaar, piano, keyboards

Met:
- Jeulie Palliser (zang)
- Tony Richardson (saxofoons)
- Luce Langridge (drums)
- Derek Heffernan (zang)
- David Sinclair (keyboard)
- Alan Pattinson
- Nick Peachey (accordeon)
- Tim Denman (achtergrondzang)
- Bernie Eveleigh (achtergrondzang)
- Kevin Richards (achtergrondzang)